# Szecsuáni cinege
A szecsuáni cinege (Poecile weigoldicus) a verébalakúak (Passeriformes) rendjébe, ezen belül a cinegefélék (Paridae) családjába tartozó kis termetű, 12 centiméter hosszú madárfaj.

## Előfordulása
Kína területén él. Egyes szerzők a kormosfejű cinege alfajának tekintik (Poecile montanus weigoldicus).